# Anthaxia senicula
Anthaxia senicula es una especie de escarabajo del género Anthaxia, familia Buprestidae. Fue descrita científicamente por Schrank en 1789.

## Distribución
Habita en el Neártico, Neotrópico, región indomalaya, Paleártico y región afrotropical.